# Sigma-tau
Sigma-Tau Industrie Farmaceutiche Riunite S.p.A. è stata un'azienda farmaceutica italiana. Nel 2017 è confluita in Alfasigma S.p.A. insieme ad Alfa Wassermann e Biofutura Pharma.

## Storia
La Sigma-Tau Industrie Farmaceutiche Riunite fu fondata nel 1957 grazie all'iniziativa imprenditoriale di Claudio Cavazza, chimico ricercatore, in un periodo in cui le multinazionali consolidavano la loro egemonia nel settore del farmaco.
Nel 1964 venne avviata a Pomezia la costruzione di uno stabilimento industriale che occupava 64 dipendenti. La scelta di Pomezia come sede costituì una delle prime iniziative di industrializzazione ed urbanizzazione di un'area del Centro-Sud a prevalente vocazione agricola. Nel 1966 fu lanciato sul mercato il complesso vitaminico Rekord B12, un farmaco antiastenico per terapie ricostituenti infantili.
A partire dagli anni settanta, la Sigma-Tau si concentra sulla sperimentazione di farmaci per malattie rare, il che la porterà a diventare nel 1984 la quarta azienda farmaceutica al mondo assegnataria negli USA di una Orphan Drug Designation e ricevendone successivamente altre sette.
Con la scoperta, negli anni settanta, della sindrome da deficit di carnitina, un'infermità con esito mortale, Sigma-Tau focalizza lo sforzo investigativo dei suoi laboratori sulla ricerca di una molecola in grado di contrastare la patologia, che porterà alla messa a punto di L-carnitina.
Nel 1986 viene creata la Fondazione Sigma-Tau, un Ente Morale finalizzato allo sviluppo della ricerca, della promozione del progresso scientifico e culturale e la tutela dei risultati dell'investigazione scientifica. Uno degli impegni culturali di tale fondazione è lo sviluppo della rivista culturale monografica Sfera (1988-1995).
Il gruppo sigma-tau ha investito e continua ad investire una quota significativa del proprio fatturato nella Ricerca e Sviluppo al fine di identificare terapie innovative per offrire un'opportunità di cura a chi deve affrontare malattie poco diffuse e/o ad elevato impatto clinico e sociale.
Vanta un elevato numero di brevetti - 290 domande presentate tra il 1998 e il 2012. Sono circa 20 i progetti in R&D, profili oggi focalizzati nelle seguenti aree terapeutiche: Malattie Rare e Neglette, Oncologia, Immuno-oncologia e Biotecnologie.
Sigma-Tau in collaborazione con l'organizzazione non profit Medicines for Malaria Venture (MMV), ha sviluppato un nuovo farmaco per la terapia della malaria un'associazione fissa a base di diidroartemisinina e piperachina. La presentazione del dossier registrativo è avvenuta il 3 luglio 2009 in Europa (EMEA). Il prodotto è stato approvato dall'EMA (European Medicines Agency) per la sua commercializzazione in Europa nel 2011. sigma-tau ha inoltre sottoposto Eurartesim® all'OMS per il processo di pre-qualificazione, un passaggio molto atteso dai donatori e dai Paesi in cui la malaria è endemica, a garanzia della sicurezza e dell'efficacia del nuovo farmaco. sigma-tau ha ottenuto la registrazione del farmaco in Cambogia (dove già lo distribuisce) in Ghana e Tanzania e l'ha avviata in Burkina Faso, Mozambico e altri Paesi endemici africani.
Il 5 marzo 2015 Sigma-Tau annuncia di aver trovato un accordo con la farmaceutica bolognese Alfa Wassermann SPA per la costituzione di una nuova società, la Alfasigma che, per dimensione, si posizionerà tra i primi cinque gruppi italiani del settore.
Il 1º agosto 2017 è avvenuta la fusione per incorporazione di Alfa Wassermann S.p.A., Biofutura Pharma S.p.A. e Sigma-Tau Industrie Farmaceutiche Riunite S.p.A. in Alfasigma S.p.A.

## Struttura del Gruppo Sigma-Tau
Il Gruppo Sigma-Tau ha raggiunto nel 2014 un fatturato di 475 milioni di euro e possiede un portafoglio di circa 100 prodotti commercializzati in Italia e all'estero. Ha registrato dal 1998 in avanti circa 300 brevetti.
Il Gruppo Sigma-Tau è presente nel mondo con filiali in Francia, Svizzera, Paesi Bassi, Belgio, Germania, Regno Unito e India, nonché con uno stabilimento produttivo in Spagna e uno negli Stati Uniti.
Sigma-Tau, ha attivato collaborazioni di ricerca con numerose istituzioni scientifiche in America, Europa e Asia.
Nel 2010 il Gruppo Sigma-Tau ha acquisito il ramo d'azienda farmaceutico della società americana Enzon, più precisamente 4 prodotti per la cura di malattie rare in ambito oncologico e lo stabilimento produttivo di Indianapolis, rilevato direttamente dalla filiale americana, Sigma-Tau Pharmaceuticals Inc. con sede a Gaithersburg nel Maryland la quale provvede a commercializzare i prodotti acquisiti sul mercato statunitense.

## Centri di ricerca e sviluppo
- Avantgarde (Pomezia): Fondata nel 1982, è attiva sia nel mercato farmaceutico sia in quello dei prodotti di consumo venduti in farmacia. L'azienda sviluppa il suo business nei segmenti dermatologici, ginecologici e pediatrici; i prodotti di consumo coprono l'area dermocosmetica e quella dell'igiene orale dei prodotti OTC.
- Biosint (Sermoneta): Costituita nel 1979 all'interno del Gruppo Sigma-Tau, produce L-carnitina ottenuta per sintesi chimica.
- Biofutura (Milano): La società nasce nel 2001 con l'obiettivo di sviluppare prodotti farmaceutici per la cura di patologie del sistema nervoso centrale e dell'apparato respiratorio; l'attività si è estesa anche allo sviluppo e alla commercializzazione di prodotti derivati dal sistema biologico delle carnitine.
- Sigma-Tau S.p.A. - società farmaceutica italiana, principale entità del Gruppo Sigma-Tau.
- Sigma-Tau Pharmaceuticals Inc. - R&D Unit (Gaithersburg): struttura con personale dedicato allo sviluppo dei progetti sigma-tau sul territorio nordamericano e per le malattie rare.
- Sigma-Tau Research Switzerland SA (Mendrisio): centro di ricerca che coordina attività di Ricerca e Sviluppo relative e che fornisce competenze di sviluppo clinico e chimico-analitico.

## Critiche e contestazioni
Il 28 novembre 2011, meno di sei mesi dopo la scomparsa del fondatore Claudio Cavazza, la Sigma-Tau ha avviato la procedura di cassa integrazione per 569 dipendenti della sede di Pomezia. Tale procedura viene fortemente contestata dalla RSU per le modalità con cui è stata avviata, ossia senza tener conto dell'impatto che essa avrebbe sull'occupazione.
Nel corso delle consultazioni con le organizzazioni sindacali, dinanzi alla Regione Lazio ed al Ministero dello sviluppo economico, la Sigma-Tau mantiene una posizione ferma diretta a sostenere il proprio piano di risanamento, che prevede l'uscita di 569 persone. Circa un centinaio di queste 569 persone verrebbero assorbite in società terze, che continueranno a fornire servizi non più strategici. Nel frattempo due delle società del medesimo gruppo a cui appartiene la Sigma-Tau, la Prassis di Milano e la Tecnogen di Caserta vengono messe in liquidazione. Le organizzazioni sindacali chiedono invece un piano che prevede l'uscita delle 569 persone con misure di sostegno di natura economica da parte della stessa Sigma-Tau.
La controversia tra società e lavoratori (RSU), su spinta dei sindacati e di alcuni esponenti politici, ha raggiunto una carica mediatica tale da essere stata oggetto di una puntata del programma televisivo di Rai 3 Presa diretta.
A distanza di quasi quaranta giorni di blocco totale della sede di Pomezia da parte delle organizzazioni sindacali e dopo diversi tentativi per raggiungere un accordo, le parti in causa (RSU e Direzione Aziandale) in data 24 febbraio 2012, sembrano essere arrivate ad una ipotesi di accordo sindacale che, nonostante tutto, viene ancora ritenuta non soddisfacente da parte di alcuni lavoratori collocati in CIGS, tra i quali diversi informatori medico scientifici (ISF).